# مسح الأسلحة الصغيرة
مشروع مسح الأسلحة الصغيرة عبارة عن مشروع بحث مستقل موجود في المعهد العالي للدراسات الدولية والتنموية في جنيف بسويسرا. وهو يوفر معلومات نزيهة وعامة حول كل أوجه الأسلحة الصغيرة والأسلحة الخفيفة، كمورد للحكومات وصناع السياسات والباحثين والنشطاء، بالإضافة إلى الأبحاث المتعلقة بأمور الأسلحة الصغيرة.
ويراقب المسح المبادرات القومية والدولية (الحكومية وغير الحكومية)، ويقوم بدور المنتدى وغرفة المقاصة لمشاركة المعلومات. كما أنه يقوم كذلك بنشر إجراءات ومبادرات أفضل الممارسات، والتي تتعامل مع أمور الأسلحة الصغيرة.
ودور مشروع مسح الأسلحة الصغيرة هو التعرف على كافة أوجه الأسلحة الصغيرة والعنف المسلح. وهو يوفر الأبحاث والتحاليل اللازمة لدعم الحكومات لتقليل حالات وقوع العنف المسلح والإتجار غير المشروع من خلال التحليل القائم على الأدلة.
ويشتمل فريق عمل المشروع على الخبراء الدوليين في الدراسات الأمنية والعلوم السياسية والقانون والسياسات العامة الدولية ودراسات التطوير والاقتصاد وحل النزاعات وعلم الاجتماع. ويعمل فريق العمل عن كثب مع شبكة عالمية من الباحثين والشركاء.

## المشروعات التي يتم التركيز عليها
يستضيف مشروع مسح الأسلحة الصغيرة أمانة إعلان جنيف حول العنف المسلح والتنمية.
ويدعم مشروع التقييم الأساسي للأمن البشري لمسح الأسلحة الخفيفة في السودان وجنوب السودان المبادرات التي ترمي إلى الحد من العنف، بما في ذلك نزع السلاح وتسريح الجنود وبرامج إعادة دمج الأفراد وأنظمة التحفيز لتجميع الأسلحة من المدنيين وإصلاح القطاع الأمني وعمليات التدخل التي تهدف إلى السيطرة على الأسلحة في مختلف أرجاء السودان.
ويدعم مشروع التقييم الأمني في شمال إفريقيا الجهود الرامية إلى توفير بيئة أكثر أمنًا في شمال إفريقيا وفي منطقة الساحل والصحراء. وهذا المشروع يهدف إلى توفير أبحاث تقوم على الأدلة وإجراء تحليلات حول إتاحة وانتشار الأسلحة الصغيرة وديناميكيات المجموعات المسلحة الناشئة وحالة عدم الأمن الناجمة عن ذلك. ويركز البحث على تأثيرات الثورات الحديثة والصراعات المسلحة في المنطقة على سلامة المجتمع.

## المطبوعات
يكمن المنشور الرئيسي للمشروع في مسح الأسلحة الصغيرة، وهو عبارة عن مراجعة سنوية لأمور الأسلحة الصغيرة العالمية مثل الإنتاج والتخزين والوساطة ونقل الأسلحة بشكل قانوني أو بشكل غير مشروع وتأثيرات الأسلحة الصغيرة والإجراءات القومية وثنائية الأطراف ومتعددة الأطراف للتعامل مع المشكلات المقترنة بالأسلحة الصغيرة. وهذا المنشور، الذي يتم نشره من خلال مطبعة جامعة كامبريدج، يُنظر إليه على أنه المصدر الدولي الرئيسي للحصول على المعلومات النزيهة والتي يمكن الاعتماد عليها فيما يتعلق بكل أوجه الأسلحة الصغيرة. ويتم استخدامه على نطاق واسع من قبل واضعي السياسات والمسئولين الحكوميين والمنظمات غير الحكومية.
وقد اشتمل تقرير مسح الأسلحة الصغيرة لعام 2007، والذي كان يحمل العنوان أسلحة في المدينة، على قسم يدور حول ملكية المدنيين للأسلحة، حيث يوفر قائمة بالأسلحة المملوكة للأفراد لكل 100 فرد حسب الدولة.
وينظر تقرير مسح الأسلحة الصغيرة لعام 2009، والذي كان يحمل العنوان ظلال الحرب (Shadows of War)، التحدي المتعلق بضمان توفير الأمن المستدام بعد النزاعات.
وينظر تقرير مسح الأسلحة الصغيرة لعام 2010، والذي كان يحمل العنوان العصابات والمجموعات والأسلحة (Gangs, Groups, and Guns)، في أمر العنف المسلح في سياق العصابات وغيرها من المجموعات المسلحة، ويلقي نظرة على بعض وسائل التدخل التي تم عملها من أجل التعامل مع المشكلة.
ويحمل تقرير مسح الأسلحة الصغيرة لعام 2011 العنوان حالات الأمن (States of Security). وقد تم إصداره في يوليو عام 2011، وهو ينظر في أمر تنامي صناعة الأمن الخاص وامتلاكها للأسلحة النارية في مختلف أرجاء العالم، وامتلاك موظفي الأمن الخاص للأسلحة النارية، واستخدام شركات الأمن الخاص من قبل الشركات متعددة الجنسيات، واستخدام تقنية الأسلحة الناشئة بين قوى الشرطة الغربية، والضوابط التشريعية المتعلقة بامتلاك المدنيين للأسلحة النارية في 42 نطاق اختصاص في مختلف أرجاء العالم. وتوفر دراسات الحالة الأبحاث الأصلية المتعلقة بالتحديات الأمنية المستمرة في كوت ديفوار وهاييتي ومدغشقر. كما يعرض هذا الإصدار كذلك لمقياس شفافية تجارة الأسلحة الصغيرة في عام 2011، والذي يعد بمثابة تقييم للتجارة السنوية المرخصة في الأسلحة الخفيفة، بالإضافة إلى مراجعة التطورات المتعلقة بالسيطرة على الأسلحة في الأمم المتحدة.
ويحمل تقرير مسح الأسلحة الصغيرة لعام 2012 العنوان الأهداف المتحركة (Moving Targets) (وتم نشره في أغسطس من عام 2012) وهو ينظر في شأن التغييرات الحادثة فيما يتعلق بالعنف المسلح وانتشار الأسلحة الصغيرة. وتوضح الفصول التي تتعرض لجرائم القتل بالأسلحة النارية في أمريكا اللاتينية والكاريبي والعنف القائم على المخدرات في بعض الدول الأمريكية اللاتينية المحددة والعنف غير القاتل في مختلف أرجاء العالم أن الأمن هدف متحرك، حيث يستمر العنف المسلح، سواء القاتل أو غير القاتل، في تقويض أمن ورفاهية الشعوب والمجتمعات في مختلف أرجاء العالم. ويبدو أن الهدف من الحد من انتشار الأسلحة الصغيرة، والمضمن في برنامج عمل الأمم المتحدة، بعيد المنال على نحو مماثل. وتلقي الفصول التي تتعامل مع الأسلحة الصغيرة غير المشروعة في مناطق الحرب والشفافية التجارية والقرصنة الصومالية واجتماع الأمم المتحدة للخبراء الحكوميين في عام 2011 الضوء على بعض من النجاحات، وكذلك على التحديات التي ما زالت موجودة، في تلك المنطقة. وتنظر دراسات الدول في شأن كازاخستان وأرض الصومال. ويشتمل هذا الإصدار كذلك على الدفعة الأخيرة من مشروع التحويلات المعتمدة، مع النظر في شأن قطع الغيار والإكسسوارات.
ويستكشف تقرير مسح الأسلحة الصغيرة لعام 2013 والذي يحمل العنوان: المخاطر اليومية (Everyday Dangers) (والذي تم نشره في يوليو من عام 2013) الأوجه المتعددة للعنف المسلح خارج نطاق النزاعات. وهو يحتوي على فصول تناقش استخدام الأسلحة النارية في العنف المنزلي وتطور العصابات في نيكاراجوا ومجموعات الجريمة المنظمة في إيطاليا (مثل المافيا) واتجاهات العنف المسلح في جنوب إفريقيا. ويجذب قسم «الأسلحة والأسواق» الانتباه إلى استخدام أسلحة بعينها من قبل مسلحين محددين، مثل منظمات الإتجار في المخدرات والمتمردين. ويحتوي هذا القسم على فصول تدور حول أسعار الأسلحة الصغيرة والذخيرة في الأسواق غير المشروعة في لبنان وباكستان والصومال والأسلحة غير المشروعة التي تم اكتشافها في المكسيك والفلبين، وتأثيرات العبوات الناسفة على المدنيين. كما يحتوي التقرير على فصول أخرى تنظر في أمر التقدم الحادث في المؤتمر الاستعراضي الثاني لبرنامج عمل الأمم المتحدة (مؤتمر الأمم المتحدة المعني بالاتجار غير المشروع بالأسلحة الصغيرة) ويناقش التطورات التي تحدث في صناعة نزع الذخيرة.
وبالإضافة إلى الكتيب السنوي الصادر عن مشروع مسح الأسلحة الصغيرة، يقوم المشروع بنشر مجموعة كبيرة من نتائج الأبحاث بشكل دوري. وتشتمل تلك المنشورات على سلسلة من الكتب وأبحاث موسمية وتقارير خاصة وأبحاث عمل وموجزات القضايا المختصرة. وتمثل هذه المنشورات نتائج الأبحاث الهامة المرتبطة بأمور البيانات والمنهجيات والمفاهيم المتعلقة بالأسلحة الصغيرة أو دراسات الحالة الدولية والإقليمية التفصيلية. ويتم نشر أغلب تلك التقارير في شكل مطبوعات، كما يمكن الوصول إليها كذلك من خلال موقع الويب الخاص بالمشروع.

## وصلات خارجية
- Small Arms Survey
- Small Arms Survey's Sudan Human Security Baseline Assessment (HSBA) Project
- Interactive map of gun ownership نسخة محفوظة 28 سبتمبر 2013 على موقع واي باك مشين.